# Натан Трент
Натанаэль Коль (нем. Nathanaele Koll; род. 4 апреля 1992, Инсбрук, Австрия), более известный как Натан Трент (нем. Nathan Trent) — австрийский певец и автор песен. Представитель Австрии на песенном конкурсе Евровидение 2017 в Киеве.

## Биография
Натанаэль Коль родился 4 апреля 1992 года в Инсбруке в музыкальной семье, где разговаривали на двух языках: немецком и итальянском. Парень с детства интересовался музыкой и игрой в театре и в кино. В течение четырёх лет он получал музыкальную, актерскую и танцевальное образование в Венском университете музыки и искусства, а также принимал участие в различных театральных постановках Австрии. В 2011 году Натанаэль был участником немецкой версии шоу X-Factor.
Натан Трент составляет собственные песни с 11 лет. Его первый профессиональный сингл, «Like It Is», вышел 18 июня 2016.
19 декабря 2016 было объявлено, что Натан Трент представит Австрию на песенном конкурсе Евровидение 2017 в Киеве. В финале занял 16 место, получив 93 очка от членов жюри, но ни одного балла во время голосования телезрителей.
В 2020 году Трент выступил одним из членов жюри в первом сезоне музыкального телешоу «Маска».